# روبرت هندرسون
روبرت هندرسون (3 مايو 1851 - 22 سبتمبر 1895) (بالإنجليزية: Robert Henderson)‏ هو لاعب كريكت بريطاني.